# Pascal Dubreuil
Pascal Dubreuil (ca. 1970) is een Frans klavecimbelspeler.

## Levensloop
Dubreuil studeerde klavecimbel bij Yannick le Gaillard aan de Conservatoire national supérieur de musique in Parijs en behaalde er Eerste prijzen voor klavecimbel en basso continuo. Hij vervolledigde zijn opleiding met stages bij onder meer Kenneth Gilbert en Gustav Leonhardt. Hij studeerde orkestdirectie bij Nicolas Brochot. 
In 1997 behaalde hij, samen met Sebastien Guillot de Tweede prijs in het internationaal orgelconcours (orgelpositief, duo's) in het kader van het Festival Musica Antiqua in Brugge.
Dubreuil concerteert op klavecimbel, maar ook op klavichord en op pianoforte, hetzij als solist, hetzij met ensembles voor kamermuziek. Hij trad op met Musica Aeterna en het barokorkest van Bratislava, met Claire Michon, Patrick Ayrton, François Fernandez en Bruno Boterf, en als continuospeler op klavecimbel of orgel met koren zoals Ensemble Vocal de l'Abbaye aux Dames de Saintes en met Sagittarius. Hij concerteerde op festivals zoals Printemps des Arts, Académies Musicales de Saintes, Festival de Musique Baroque de Barcelone of Festival van Bratislava. 

## Recordings
- 2013 : Johann Sebastian Bach, 'Fait pour les Anglois', English suites BWV 806-811, Ramée (1207).
- 2010 : Johann Sebastian Bach, 'Clavier-Übung II', Ramée (1001) : Concerto in the Italian Style BWV 971, Overture in the French manner BWV 831, Prelude, Fugue & Allegro BWV 998, Chromatic fantasy & fugue BWV 903.
- 2008 : Johann Sebastian Bach, 'Clavier-Übung I', Six Partitas BWV 825-830, Ramée (0804).

## Muzikale Retoriek
Pascal Dubreuil is gespecialiseerd in muzikale Retoriek :
- Joachim Burmeister, Musica poetica (1606) augmentée des plus excellentes remarques tirées de Hypomnematum musicae poeticae (1599) et de Musica autoschédiastikè (1601), Agathe Sueur en Pascal Dubreuil (Franse vertaling met Latijnse tekst), Wavre, Mardaga, 2007.

## Onderwijs
Pascal Dubreuil doceert klavecimbel en kamermuziek, en is directeur voor het departement Oude muziek aan het Conservatoire National in Rennes. Vaak nam hij deel aan jury's of leidde hij stages of meestercursussen, zowel in Frankrijk als in andere landen. Hij doceert ook klavecimbel, kamermuziek en muzikale Retoriek (Bachelor en Master) aan het Centre d'Études Supérieures de Musique et de Danse in Poitiers.